# مونته‌رادو
مونته‌رادو (به ایتالیایی: Monterado) یک کومونه در ایتالیا است که در استان آنکونا واقع شده‌است.

## خصوصیات
مونته‌رادو ۱۰٫۳ کیلومترمربع مساحت و ۱٬۸۰۳ نفر جمعیت دارد.